# David Abulafia

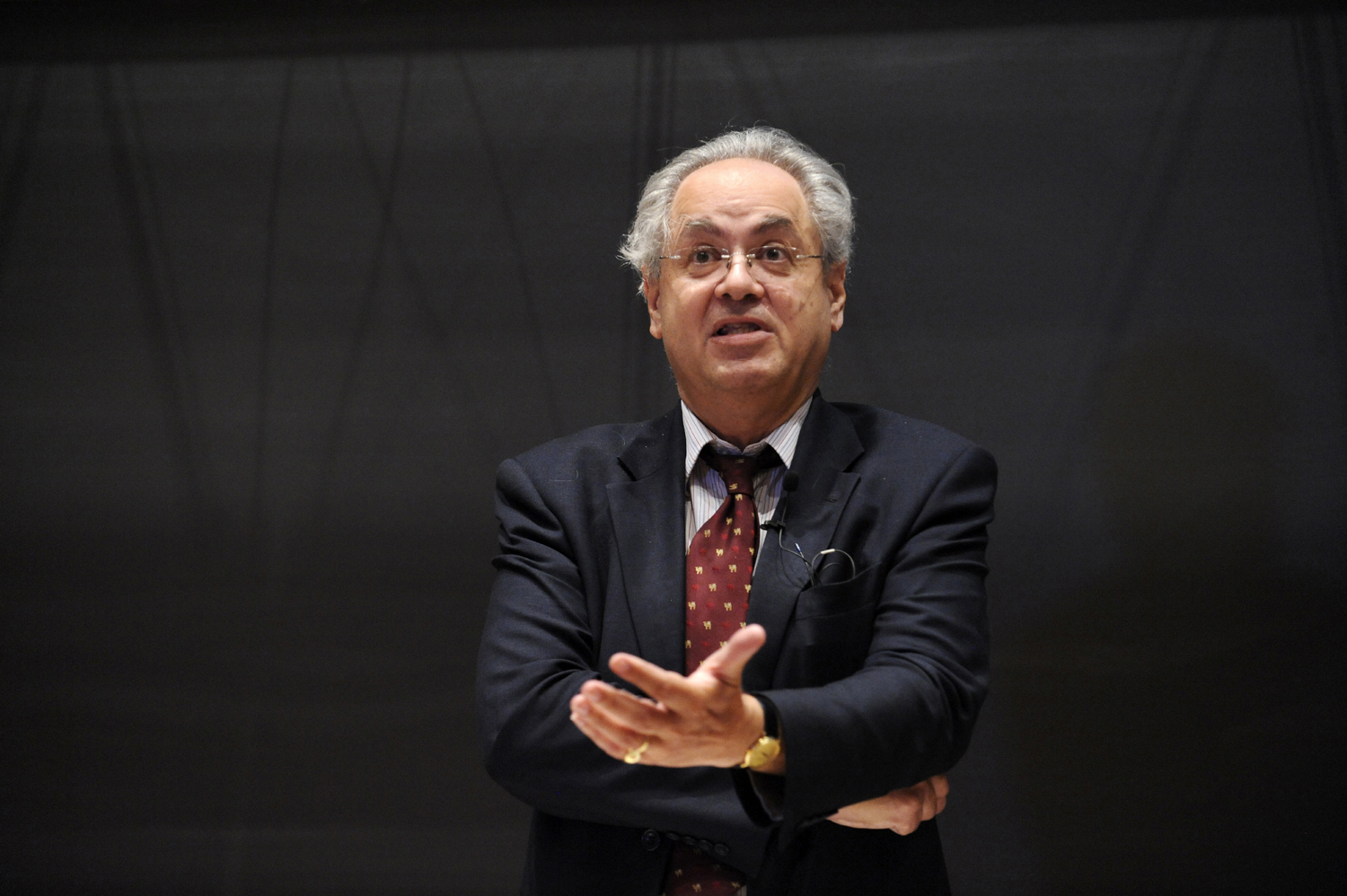

David Samuel Harvard Abulafia (ur. 12 grudnia 1949) – brytyjski historyk, specjalizujący się w historii Włoch, Hiszpanii i pozostałych krajów śródziemnomorskich w średniowieczu i renesansie.

## Życiorys
Urodził się w Twickenham w rodzinie sefardyjskich żydów. Ukończył King’s College. Jego pierwszą książką była The Two Italies, wydana w 1977. Jedną z najbardziej znaczących pozycji autorstwa Abulafii jest Frederick II: a medieval emperor, biografia cesarza Fryderyka II Hohenstaufa, która ukazała się po raz pierwszy w 1988 w języku angielskim i doczekała się włoskiego tłumaczenia. Abulafia zaproponował nowe spojrzenie na tę postać, odmienne od ujęcia Ernsta Kantorowicza. W przeciwieństwie do niemieckiego badacza widział w Hohenstaufie bardziej osobę konserwatywną niż nowatorskiego geniusza swoich czasów.
W 2011 roku ukazała się jego książka The Great Sea: A Human History of the Mediterranean, w której przedstawia historię basenu Morza Śródziemnego od 22 000 p.n.e. do 2010 roku. Książka okazała się bestsellerem w Wielkiej Brytanii i doczekała się pochlebnych recenzji.